# Miss Universo 1984
Miss Universo 1984 foi a 33ª edição do concurso, realizado no James Knight Convention Center em Miami, Flórida, Estados Unidos, em 9 de julho do mesmo ano. Um total de 81 candidatas participou do evento, que coroou como Miss Universo a sueca Yvonne Ryding – a terceira de seu país – ao seu final.

## Escolha da cidade-sede
Inicialmente, a cidade de Calgary, no Canadá, tinha sido escolhida como a cidade-sede desta edição, em decisão anunciada em 13 de março de 1984. As discussões sobre o investimento financeiro tiveram início num período em que o conselho da cidade não permitia que o departamento de turismo comprometesse fundos públicos permanentes a eventos deste porte,apesar de que a cidade fosse sediar as Olimpíadas de Inverno quatro anos depois. Um acordo foi feito de modo que os fundos da cidade poderiam ser usados, porém tinham que ser reembolsados, embora alguns se queixassem sobre "o uso da venda de sexo na cidade". Mais tarde, em abril, começaram a surgir rumores de que o concurso seria transferido de última hora para Miami.O que foi confirmado no mês seguinte sob a alegação de que existiam "dificuldades financeiras continuadas e as longas negociações frustradas com a prefeitura da cidade".
Mesmo com inúmeras tentativas do Departamento de Turismo de Calgary em retomar as negociações, Miami foi anunciada oficialmente como o novo local em 12 de maio de 1984, uma decisão que custou à cidade apenas US$125.000,já que o concurso seria financiado pela CBS e por investidores privados. Foi a primeira vez em treze anos que o concurso voltou à Miami Beach, onde havia sido realizado pela última vez em 1971.
Este foi o último ano de Harold Glasser como presidente da Miss Universe Inc e como organizador do concurso Miss Universo, depois de 25 anos na função, desde 1959.

## Evento
Sob a direção de Harold Glasser, o concurso vivia um grande momento e era considerado pela revista Forbes como um dos melhores negócios da televisão norte-americana. A cidade de Miami ficou tão satisfeita com os resultados da audiência da transmissão pela televisão, que seus dirigentes quiseram  assinar um contrato  para sediar o concurso pelos dez anos seguintes. Mas o concurso só seria realizado ali mais uma vez, no ano seguinte, retornando apenas doze anos depois.
De acordo com uma resolução assinada dois anos antes, em respeito aos refugiados cubanos que ali viviam a cidade de Miami não poderia patrocinar ou apoiar qualquer evento nela que tivesse a participação de países comunistas, o que levou à protestos da comunidade cubana com a presença das misses Polônia e Iugoslávia, mas no fim elas tiveram permissão para permanecer e competir e ainda se tornaram populares entre os cubanos.  Outros problemas vieram a acontecer com outras participantes, com a Miss Sri Lanka, que diagnosticada com depressão severa foi enviada de volta a seu país. A Miss Indonésia não teve autorização de seu governo para participar do concurso sendo impedida de voar para Miami  e a Miss Transkei não conseguiu visto e passaporte em tempo.
Apesar destes problemas ocorridos, o grupo de misses era bastante forte e as principais favoritas durante o período preliminar à noite final eram as misses Colômbia, Suécia e Venezuela. A primeira Miss Holanda negra, Nancy Need, modelo profissional, impressionava na passarela e muitos achavam que os juízes elegeriam a segunda Miss Universo negra da história. Após a competição de trajes de banho, Ryding liderou a pontuação, após ser quarta nas entrevistas, e o Top 5 foi formado por Suécia, Venezuela, Colômbia, África do Sul e Filipinas.
Ao final, a Miss Suécia superou a inteligente Miss África do Sul pelo conjunto de aparência e personalidade, e Yvonne Ryding, votada dias antes pelas outras concorrentes como a favorita à coroa, tornou-se a terceira sueca coroada como Miss Universo. Dona de um guarda-roupa extremamente limitado com relação à latinas e asiáticas, áreas onde o concurso sempre foi mais popular, Ryding ficou extremamente surpresa com a vitória pois achava não ter um preparo e um apoio à altura das latino-americanas. Esta foi também a última participação da África do Sul no concurso pelos próximos onze anos, por causa do Apartheid e das pressões políticas internacionais por sua saída.Curiosamente,o país voltaria a competição 11 anos mais tarde em uma antiga colônia sua,a Namíbia. 
Depois de passar a coroa no ano seguinte à porto-riquenha Deborah Carthy-Deu, Yvonne permaneceu alguns anos nos Estados Unidos trabalhando como modelo, voltando à Suécia em 1988 onde passou a atuar como apresentadora de televisão.

## Resultados

Yvonne Ryding, Miss Universo 1984, em 2007.

| Colocação                | Candidata                                                            | País                                                        |
| ------------------------ | -------------------------------------------------------------------- | ----------------------------------------------------------- |
| Miss Universo 1984       | Yvonne Ryding                                                        | Suécia                                                      |
| 2º lugar                 | Letitia Snyman                                                       | África do Sul                                               |
| 3º lugar                 | Carmen Montiel                                                       | Venezuela                                                   |
| 4º lugar                 | Desiree Verdadero                                                    | Filipinas                                                   |
| 5º lugar                 | Susana Lemaitre                                                      | Colômbia                                                    |
| Semifinalistas (Top 10): | Savinee Prakaranang Nancy Neede Brigitte Berx Ilma Chang Mai Shanley | Tailândia · Holanda · Alemanha · Guatemala · Estados Unidos |
| Premiações especiais     |                                                                      |                                                             |
| Miss Simpatia            | Jessica Palao                                                        | Gibraltar                                                   |
| Miss Fotogenia           | Garbine Garcia                                                       | Espanha                                                     |
| Melhor Traje Típico      | Juhi Chawla                                                          | Índia                                                       |

## Jurados[8]
- Karen Baldwin – Miss Universo 1982
- Linda Christian – atriz
- Lucía Méndez – atriz mexicana
- Carolina Herrera – estilista venezuelana
- Marcus Allen – jogador de futebol americano
- Alan Thicke – apresentador de tv
- Ronny Cox – ator
- Harry Guardino – ator
- Maria Tallchief –  prima ballerina americana
- Constance Towers – atriz
- William Haber– agente de artista
- Johnny Yune – humorista coreano-americano

## Candidatas
Em negrito, a candidata eleita Miss Universo 1984. Em itálico, as semifinalistas.
| - África do Sul - Letitia Snyman (2°) - Alemanha - Brigitte Berx (SF) - Argentina - Leila Adar - Aruba - Jacqueline van Putten - Austrália - Donna Rudrum - Áustria - Michaela Nussbaumer - Barbados - Lisa Worme - Bélgica - Brigitte Muyshondt - Belize - Lisa Ramirez - Bermudas - Rhonda Wilkinson - Bolívia - Lourdes Aponte - Brasil - Ana Elisa Flores da Cruz - Canadá - Cynthia Kereluk - Chile - Carol Muñoz - Chipre - Zsa Zsa Melodias - Cingapura - Liana Chiok - Colômbia - Susana Caldas (5°) - Coreia do Sul - Lim Mi Sook - Costa Rica - Silvia Portilla - Curaçao - Susanne Verbrugge - Dinamarca - Catarina Clausen - El Salvador - Ana Samagoa - Equador - Leonor Gonzenbach - Escócia - May Monaghan - Espanha - Garbine Abasolo (MF) - Estados Unidos - Mai Shanley (SF) - Filipinas - Desiree Verdadero (4°) - Finlândia - Anna Tilus - França - Martine Robine - Gâmbia - Mirabel Carayol - Gibraltar - Jessica Palao (MS) - Grécia - Peggy Dogani - Guadalupe - Martine Seremes - Guam - Eleanor Benavente - Guatemala - Ilma Chang (SF) - Guiana Francesa - Rose Lony - Holanda - Nancy Neede (SF) - Honduras - Myrtice Hyde - Hong Kong - Mina Godenzi (3° TT) - Ilhas Caimã - Thora Crighton - Ilhas Cook - Margaret Brown | - Ilhas Virgens Americanas - Patricia Graham - Ilhas Virgens Britânicas - Donna Frett - Índia - Juhi Chawla (TT) - Inglaterra - Louise Gray - Irlanda - Patricia Nolan - Islândia - Berglind Johansson - Israel - Sapir Kauffman - Itália - Rafaella Barrachi - Iugoslávia - Kresinja Borojevic - Japão - Megumi Niiyama - Líbano - Sawsan El Sayed - Luxemburgo - Romy Bayeri - Malásia - Latifah Hamid - Malta - Marissa Sammut - Marianas Setentrionais - Porsche Salas - Martinica - Danielle Clery - México - Elizabeth Broden - Namíbia - Petra Peters - Noruega - Ingrid Martens - Nova Zelândia - Tania Clague - País de Gales - Jane Riley - Panamá - Cilinia Acosta - Papua-Nova Guiné - Patricia Mirisa - Paraguai - Elena Ortiz - Peru - Fiorella Ferrari - Polónia - Joanna Karska - Porto Rico - Sandra Beauchamp - Portugal - Maria de Fatima Jardim - República Dominicana - Sumaya Heinsen - Reunião - Marie Gigan - Samoa - Lena Slade - Suécia - Yvonne Ryding (1°) - Suíça - Silvia Afolter - Tailândia - Savanee Prakaranang (SF) - Trinidad e Tobago - Gina Tardieu - Turcas e Caicos - Deborah Lindsey - Turquia - Gurcin Ulker - Uruguai - Yissa Pronzatti (2° TT) - Venezuela - Carmen Montiel (3°) - Zaire - Lokange Lwali |

## Fatos
- Depois do concurso, o jornal Miami Herald publicou algumas das respostas a uma das mais repetitivas e frequentes perguntas feitas através dos anos às candidatas, "Qual é a maior pessoa do mundo para você?". Uma das respostas mais divertidas foi a da Miss Canadá, Cynthia Kereluk: "Papai Noel".[6]